# Улица Вормси
У́лица Во́рмси (эст. Vormsi tänav) — внутриквартальная улица в Таллине, столице Эстонии. 

## География
Проходит в микрорайоне Куристику городского района Ласнамяэ. Начинается в зелёной зоне внутри квартала и заканчивается на перекрёстке с улицей Ляэнемере. В центральной части улицы её небольшой отрезок пересекается с Нарвским шоссе. Улица Вормси является западной границей парка Вормси.
Протяжённость — 493 метра.

## История
Улица получила своё название 25 апреля 1986 года в честь эстонского острова Вормси.

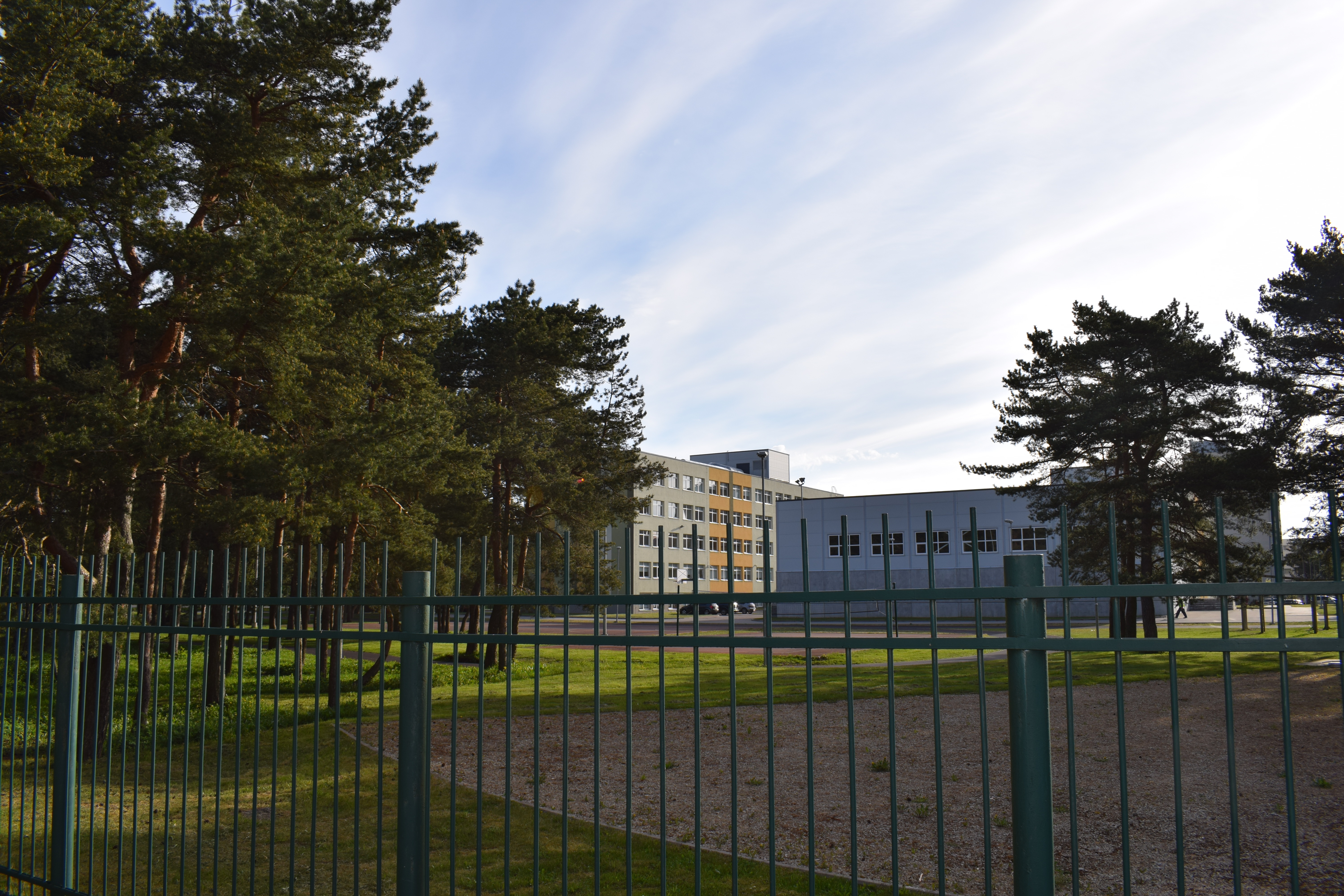
Ляэнемереская гимназия

## Застройка
На улице расположены 3 пятиэтажных и 5 девятиэтажных жилых дома. Семь домов построены в 1984–1990 годах, пятиэтажный дом № 10 — в 1994 году.
Учреждения:
- Vormsi tn 1 — детский сад Вормси. Здание построено в 1981 году[4];
- Vormsi tn 3 — Таллинская Ляэнемереcкая гимназия[5] (бывшая 65-я средняя школа). Здание построено в 1989 году[4].